# Tag Islands
Die Tag Islands sind eine kleine unbewohnte Inselgruppe der Delarof Islands, die im Südwesten der Aleuten liegen. Die Gruppe erreicht eine Ausdehnung von ca. 800 m und liegt 4 km südlich von Skagul Island.